# ماري إي. سويني
ماري إي. سويني (بالإنجليزية: Mary E. Sweeney)‏ هي اقتصادية أمريكية، ولدت في 11 أكتوبر 1879 في ليكسينغتون في الولايات المتحدة، وتوفيت في 11 يونيو 1968 في كنتاكي في الولايات المتحدة.
كانت خبيرة اقتصاد منزلي ورئيس قسم الاقتصاد المنزلي في إدارة الأغذية للولايات المتحدة أثناء الحرب العلمية الأولي، كانت سويني رئيسًا لجمعية الاقتصاد المنزلي الأمريكية التحقت بجامعة ترانسيلفانيا حيث حصلت علي درجة البكالوريوس في 1899 وحصلت علي درجة الماجستير في العلوم من جامعة كنتاكي، وشهادة ماجستير أخرى في عام 1912 من جامعة كولومبيا.

## مهنة الاقتصاد المنزلي
درست سويني الفيزياء والكيمياء في كلية كامبل-هاغرمان قبل ان تنتقل للعمل في جامعة كنتاكي كمتخصص في التوسع الاقتصادي المنزلي. وبعد الخدمة لمدة خمس سنوات في المناطق الريفية في كنتاكي حيث قدمت وجبات الغداء المدرسية الساخنة في المدارس الريفية ودورات في الطبخ والخياطة في المدارس الابتدائية والثانوية، رقيت لتكون بمثابة رئيس قسم الاقتصاد المنزلي في كلية الزراعة في 1913. وكانت أول عميد لكلية الاقتصاد المنزلي الجديدة في الجامعة التي شكلت في 1916. كتبت سويني أن هذه الخطوة في نقل قسم الاقتصاد المنزلي إلى كلية منفصلة كانت  «الخطوة الأكبر والأكثر تقدميه التي اتخذت في مصلحة المرأة في كنتاكي»، ورأت أن التخرج من الكلية الجديدة علي قدم المساواة  «مع الرجل الذي يأخذ شهادته في القانون أو الطب.» ولكن بعد عام أعيد دمج الكلية الجديدة للاقتصاد المنزلي في جامعة كنتاكي مرة أخرى في كلية الزراعة وتحت قيادة عميد ذكر.
وفي عام 1917 تم تعيين سويني لتكون رئيس الاقتصاد المنزلي لأدارة الأغذية الأمريكية في واشنطن العاصمة حيث تدرب المواطنين حول تقنين أثناء الحرب غادرت مع شقيقتها صن شاين سويني في خريف 1917 للعمل كعمال مقصف مع الجيش الأمريكي في فرنسا مع الشبان المسيحيين وجيش الاحتلال في ألمانيا.
وفي 1920 تركت سويني عمادة قسم بيئة الإنسان في كلية الزراعة بميتشيغان، وفي نفس السنة انتخبت رئيس لجمعية الاقتصاد المنزلي الأمريكية التي كانت قد بدأت في 1909 بواسطة الين سوالو ريتشاردز. ثم عادت إلى جامعة كنتاكي في 1923، ولكن في 1925 تركت رئاسة قسم النمو البدني والتنمية في مدرسة ميريل بالمر (معهد في وقت لاحق) في ديترويت، ميشيغان، وعملت مع الصليب الأحمر الأمريكي ومدارس ديترويت العامة لتحسين الرعاية والتغذية للأطفال الذين يعيشون في المدينة، مع التركيز بشكل كبير علي تعليم الفتيات القاصرات اللواتي أرسلن إلى بيوت الاحتجاز أواللاتي يدرسن في المدارس، والبحوث والبرامج النموذجية القادمة من هذه المؤسسة أدت في نهاية المطاف إلى وضع المعايير الوطنية لبدء برنامج رئيس الاتحادية، وبحلول عام ال1928 أصبحت سويني نائب، وواصلت سويني عملها في البحث والتدريس والكتابة عن التغذية تنمية الطفل حتى تقاعدها في 1946.
في 1939 أمضت سويني ثلاثة أشهر في الهند تتعلم العادات والسياسات. وحصلت علي شهادة الجيش الأمريكي للشجاعة خلال الحرب العالمية الثانية. بعد الحرب عملت سويني كمندوب لأمريكا الشمالية في المؤتمر التبشيري الدولي في مدراس، الهند. ودعاها مؤتمرجميع نساء الهند ومعهد تاتا للعلوم الاجتماعية إلى العودة إلى الهند في ال1948، ودعمت إدارة التبادل الدولي للأشخاص التابعة لوزارة الخارجية الأمريكية رحلتها كمستشاره في شراكة مع بعثات الزراعة، وبالإضافة إلى ذلك عملت في الصين كمستشارة في رعاية الطفل، ودرست سويني أيضا في كلية ميسيسيبي الجنوبية، هاتيسبيرغ، وفي 1958 تم تسمية محكمة ماكسويلتون للإدارة المنزلية في جامعة كنتاكي ب «سويني»، لتعيش النساء المسنات في المنزل لمدة ستة أسابيع للتعرف علي كيفيه استخدام الأجهزة الحديثة. وقد وضع اسم ماري سويني في قاعة الخريجين المتميزين في جامعة كنتاكي في فبراير 1965.